# Trận sông Meuse
Trận sông Meuse là một trận đánh Mặt trận phía tây trong giai đoạn đầu của cuộc Chiến tranh thế giới thứ nhất, đã diễn ra từ ngày 26 cho đến ngày 28 tháng 8 năm 1914 , ở khu vực giữa sông Meuse và Rethel, nước Pháp. Trong trận chiến này, Tập đoàn quân số 4 của Pháp dưới quyền chỉ huy của viên tướng Fernand de Langle de Cary đã tạm thời ngăn chặn bước tiến của Tập đoàn quân số 5 của Đế quốc Đức dưới quyền chỉ huy của Albrecht, Công tước xứ Württemberg sau cuộc thảm bại của quân đội Pháp trong trận Ardennes, gây cho quân đội Đức những thiệt hại nặng nề. Mặc dù vậy, nỗ lực phòng ngự chiến tuyến sông Meuse của Tập đoàn quân số 4 của Pháp đã trở nên bất thành: các sư đoàn thuộc Tập đoàn quân số 3 của Đức dưới quyền chỉ huy của tướng Max von Hausen tiếp viện cho quân của Công tước Albrecht, buộc tướng de Langle phải ra lệnh cho quân của mình tiến hành triệt thoái về chiến tuyến sông Aisne. Việc chiếm giữ chiến tuyến Meuse tạo điều kiện cho quân đội Đức tiến vào rừng Argonne.
Trong các ngày 21 – 23 tháng 8 năm 1914, các Tập đoàn quân số 4 và số 5 của Đức đã đánh cho người Pháp đại bại trong các khu rừng ở Ardennes. Trong khi Tập đoàn quân số 3 của Pháp phải rút chạy về Verdun trước sự truy đuổi của Tập đoàn quân số 5 của Đức, Tập đoàn quân số 4 của Pháp đã tiến hành rút lui gần Sedan và Stenay. Tập đoàn quân số 4 của Pháp đã được lệnh thiết lập vị trí ở tả ngạn sông Meuse và bắt liên lạc với Tập đoàn quân số 5 vốn vừa bị quân Đức đánh bại trong trận Charleroi. Tuy nhiên, do Tập đoàn quân số 5 đang chạy dài tại Charleroi, một khe hở 48.28 km đã xuất hiện các Tập đoàn quân số 4 và 5 của Pháp, khiến các Tập đoàn quân số 2 và số 3 của Đức tận dụng thời cơ. Vào ngày 25 tháng 8, Tập đoàn quân số 5 của Pháp án ngữ tại chiến tuyến sông Meuse giữa Stenay và Mézières, trong khi Tập đoàn quân số 3 của Đức truy kích họ. Còn Tập đoàn quân số 4 của Đức thì tiến công từ hữu ngạn sông Meuse ở Sedan và vượt được sông ở một số địa điểm. Quân Pháp tiến hành kháng cự mạnh mẽ, do đó Tập đoàn quân số 4 phải gọi viện binh từ Tập đoàn quân số 3. Mặc dù vậy, Tập đoàn quân số 3 đã được lệnh tiến về hướng tây bắc và không thèm đếm xỉa tới trận đánh đang diễn ra ở ranh giới bên trái của họ. Nhờ đó, trước mệnh lệnh của Tổng tư lệnh Joseph Joffre nhằm đánh một trận quyết định ở sông Meuse vào ngày 26 tháng 8, người Pháp đã tập trung được binh lực của mình chống lại Tập đoàn quân số 4. Quân Pháp mong muốn đánh bật quân Đức qua sông Meuse bằng hàng loạt cuộc phản công trước khi lực lượng pháo binh Đức có thể nhập trận.
Sông Meuse góp phần gây khó khăn của quân đội của Đức hoàng khi tấn công vào Pháp. Vào ngày 27 tháng 8, Quân đoàn Thuộc địa của Pháp – với những binh lính dai sức đến từ Bắc Phi – đã tiến công nhưng bị đẩy lùi. Quân đoàn Thuộc địa bị buộc phải rút chạy, và điều này chỉ bị ngăn ngừa khi Quân đoàn II yểm trợ cho họ. Nhưng ở bên phải, Quân đoàn II của Pháp đánh bật người Đức về phía sông tại Cesse và Luzy. Ngay từ ngày 26 tháng 8, Quân đoàn VIII và Quân đoàn Trừ bị VIII của Đức đã đến Donchery, gần địa danh lịch sử Sedan. Khi 4 sư đoàn của Đức vượt qua cầu phao, pháo binh Pháp nã pháo từ những vị trí được che chắn kỹ đến mức mà máy bay Đức không phát hiện ra được, vào các lữ đoàn dẫn đầu. Một số đơn vị của Đức đã bị tiêu diệt vào cuối ngày hôm đó. Trong cuộc giao tranh ở bên trái ở bên trái, quân Pháp cũng gặt hái thành công: được sự tiếp viện từ hai sư đoàn trừ bị, Quân đoàn XI của Pháp đã đánh bại quân Đức tại La Marfee vào ngày 27 tháng 8, gây cho các lực lượng của Đức những thiệt hại không nhỏ. Tập đoàn quân số 4 của Pháp đã cảm thấy mình là những người chiến thắng và de Langle thỉnh cầu Bộ Tổng chỉ huy Pháp tiếp tục trận đánh và tiến công. Mặc dù Bộ Tổng chỉ huy cho phép ông ta được giữ trận địa vào ngày 28 tháng 8, tất cả các lực lượng Pháp sẽ đều phải rút lui vào ngày 29 tháng 8. Ngoài ra, Tập đoàn quân số 3 của Đức cũng nhận biết tình hình và đưa quân vào chiến trường Meuse, làm xoay chuyển thế trận. Tại Donchery, trong khi Hausen tiến đánh từ tả ngạn sông Meuse và tạt sườn de Langle, đe dọa đến đường rút của ông. Albrecht cũng xua quân tấn công trực diện. Trước ưu thế về quân số của Đức, quân Pháp không chống nổi. Do đó, mặc dù lực lượng pháo binh Pháp đã thể hiện sức mạnh khủng khiếp của mình trong trận đánh vừa qua, Langle cảm thấy nên tuân theo lệnh của cấp trên và triệt thoái thật nhanh về Rethel, để thoát khỏi chỗ lồi nguy hiểm của quân mình, bỏ lại một phần lãnh thổ lớn trong số đó có rừng Argonne – nơi chứa đựng những cơ hội lớn để cầm chân quân Đức. Điều này đã khiến cho de Langle bị chỉ trích dữ dội tại Pháp.